# Llista d'espècies de tomísids (T-Z)
Llista d'espècies de tomísids, per ordre alfabètic de la lletra T a la Z, amb totes les espècies descrites fins al 28 de novembre de 2006.
- Per a les llistes d'espècies amb les altres lletres de l'alfabet, aneu a l'article principal, Llista d'espècies de tomísids.
- Per a la llista completa de tots els gèneres vegeu l'article Llista de gèneres de tomísids.

## Gèneres i espècies

### Tagulinus
Tagulinus Simon, 1902
- Tagulinus histrio Simon, 1903 (Vietnam)

### Tagulis
Tagulis Simon, 1895
- Tagulis granulosus Simon, 1895 (Sierra Leone)
- Tagulis mystacinus Simon, 1895 (Sri Lanka)

### Takachihoa
Takachihoa Ono, 1985
- Takachihoa onoi Zhang, Zhu & Tso, 2006 (Taiwan)
- Takachihoa truciformis (Bösenberg & Strand, 1906) (Corea, Taiwan, Japó)

### Talaus
Talaus Simon, 1886
- Talaus elegans Thorell, 1890 (Sumatra)
- Talaus limbatus Simon, 1895 (Sud-àfrica)
- Talaus nanus Thorell, 1890 (Myanmar, Java)
- Talaus oblitus O. P.-Cambridge, 1899 (Sri Lanka)
- Talaus opportunus (O. P.-Cambridge, 1873) (Índia)
- Talaus samchi Ono, 2001 (Bhutan)
- Talaus semicastaneus Simon, 1909 (Vietnam)
- Talaus triangulifer Simon, 1886 (Sumatra)

### Tarrocanus
Tarrocanus Simon, 1895
- Tarrocanus capra Simon, 1895 (Sri Lanka)
- Tarrocanus viridis Dyal, 1935 (Pakistan)

### Taypaliito
Taypaliito Barrion & Litsinger, 1995
- Taypaliito iorebotco Barrion & Litsinger, 1995 (Filipines)

### Tharpyna
Tharpyna L. Koch, 1874
- Tharpyna albosignata L. Koch, 1876 (Queensland, Nova Gal·les del Sud)
- Tharpyna campestrata L. Koch, 1874 (Queensland, Oest d'Austràlia)
- Tharpyna decorata Karsch, 1878 (Nova Gal·les del Sud)
- Tharpyna diademata L. Koch, 1874 (Austràlia, Illa Lord Howe)
- Tharpyna himachalensis Tikader & Biswas, 1979 (Índia)
- Tharpyna hirsuta L. Koch, 1875 (Austràlia)
- Tharpyna indica Tikader & Biswas, 1979 (Índia)
- Tharpyna munda L. Koch, 1875 (Austràlia, Nova Zelanda)
- Tharpyna simpsoni Hickman, 1944 (Sud d'Austràlia)
- Tharpyna speciosa Rainbow, 1920 (Illa Lord Howe)
- Tharpyna varica Thorell, 1890 (Java)
- Tharpyna venusta (L. Koch, 1874) (Nova Gal·les del Sud)

### Tharrhalea
Tharrhalea L. Koch, 1875
- Tharrhalea albipes L. Koch, 1875 (Nova Guinea, Northern Austràlia)
- Tharrhalea bicornis Simon, 1895 (Filipines)
- Tharrhalea cerussata Simon, 1886 (Madagascar)
- Tharrhalea fusca (Thorell, 1877) (Sulawesi)
- Tharrhalea irrorata (Thorell, 1881) (Queensland)
- Tharrhalea luzonica (Karsch, 1880) (Filipines)
- Tharrhalea maculata Kulczyn'ski, 1911 (Nova Guinea)
- Tharrhalea mariae Barrion & Litsinger, 1995 (Filipines)
- Tharrhalea semiargentea Simon, 1895 (Madagascar)
- Tharrhalea superpicta Simon, 1886 (Madagascar)
- Tharrhalea variegata Kulczyn'ski, 1911 (Nova Guinea)

### Thomisops
Thomisops Karsch, 1879
- Thomisops bullatus Simon, 1895 (Àfrica Meridional)
- Thomisops cretaceus Jézéquel, 1964 (Costa d'Ivori, Camerun)
- Thomisops granulatus Dippenaar-Schoeman, 1989 (Sud-àfrica)
- Thomisops lesserti Millot, 1941 (Oest, Central, Àfrica Meridional)
- Thomisops melanopes Dippenaar-Schoeman, 1989 (Sud-àfrica)
- Thomisops pupa Karsch, 1879 (Àfrica)
- Thomisops sanmen Song, Zhang & Zheng, 1992 (Xina)
- Thomisops senegalensis Millot, 1941 (Oest, Central, Àfrica Meridional)
- Thomisops sulcatus Simon, 1895 (Àfrica)

### Thomisus
Thomisus Walckenaer, 1805
- Thomisus albens O. P.-Cambridge, 1885 (Pakistan, Yarkand)
- Thomisus albertianus Strand, 1913 (Gabon, Congo, Uganda, Angola)
  - Thomisus albertianus guineensis Millot, 1942 (Guinea, Angola)
  - Thomisus albertianus maculatus Comellini, 1959 (Camerun, Congo)
  - Thomisus albertianus verrucosus Comellini, 1957 (Congo)
- Thomisus albohirtus Simon, 1884 (North, Àfrica Oriental, Iemen)
- Thomisus amadelphus Simon, 1909 (Vietnam)
- Thomisus andamanensis Tikader, 1980 (Illes Andaman)
- Thomisus angulatulus Roewer, 1951 (Gabon)
- Thomisus angustifrons Lucas, 1858 (Gabon)
- Thomisus arabicus Simon, 1882 (Iemen)
- Thomisus armillatus (Thorell, 1891) (Illes Nicobar)
- Thomisus ashishi Gajbe, 2005 (Índia)
- Thomisus australis Comellini, 1957 (Central, Àfrica Meridional)
- Thomisus bargi Gajbe, 2004 (Índia)
- Thomisus beautifularis Basu, 1965 (Índia)
- Thomisus benoiti Comellini, 1959 (Congo)
- Thomisus bicolor Walckenaer, 1837 (EUA)
- Thomisus bidentatus Kulczyn'ski, 1901 (Àfrica Occidental fins a Israel, Saudi Arabia)
- Thomisus bigibbosus Keyserling, 1881 (EUA)
- Thomisus blandus Karsch, 1880 (Àfrica)
- Thomisus boesenbergi Lenz, 1891 (Madagascar)
- Thomisus bonnieri Simon, 1902 (Oman)
- Thomisus bueanus Strand, 1916 (Camerun)
- Thomisus bulani Tikader, 1960 (Índia)
- Thomisus callidus (Thorell, 1890) (Sri Lanka, Singapur, Sumatra, Illes Nias, Java)
- Thomisus cancroides Eydoux & Souleyet, 1841 (Unknown)
- Thomisus candidus Blackwall, 1866 (Tropical Àfrica)
- Thomisus castaneiceps Simon, 1909 (Vietnam)
- Thomisus cavaleriei Schenkel, 1963 (Xina)
- Thomisus citrinellus Simon, 1875 (Mediterrani, Àfrica, Seychelles)
- Thomisus congoensis Comellini, 1957 (Central, Àfrica Meridional)
- Thomisus dalmasi Lessert, 1919 (Àfrica)
- Thomisus danieli Gajbe, 2004 (Índia)
- Thomisus daradioides Simon, 1890 (Sud-àfrica fins a Índia)
  - Thomisus daradioides nigroannulatus Caporiacco, 1947 (Àfrica Oriental)
- Thomisus dartevellei Comellini, 1957 (Congo, Etiòpia, Malawi)
- Thomisus dentiger (Thorell, 1887) (Myanmar)
- Thomisus destefanii Caporiacco, 1941 (Etiòpia)
- Thomisus dhakuriensis Tikader, 1960 (Índia)
- Thomisus dhananjayi Gajbe, 2005 (Índia)
- Thomisus duriusculus (Thorell, 1877) (Sulawesi)
- Thomisus dyali Kumari & Mittal, 1997 (Índia)
- Thomisus elongatus Stoliczka, 1869 (Índia)
- Thomisus galeatus Simon, 1909 (Vietnam)
- Thomisus ghesquierei Lessert, 1943 (Congo)
- Thomisus godavariae Reddy & Patel, 1992 (Índia)
- Thomisus gouluensis Peng, Yin & Kim, 2000 (Xina)
- Thomisus granulatus Karsch, 1880 (Àfrica Meridional)
- Thomisus granulifrons Simon, 1906 (Índia, Sri Lanka)
- Thomisus guadahyrensis Keyserling, 1880 (Perú)
- Thomisus guangxicus Song & Zhu, 1995 (Xina)
- Thomisus hararinus Caporiacco, 1947 (Etiòpia)
- Thomisus hui Song & Zhu, 1995 (Xina)
- Thomisus hunanensis Peng, Yin & Kim, 2000 (Xina)
- Thomisus ilocanus Barrion & Litsinger, 1995 (Filipines)
- Thomisus iswadus Barrion & Litsinger, 1995 (Filipines)
- Thomisus italongus Barrion & Litsinger, 1995 (Filipines)
- Thomisus janinae Comellini, 1957 (Congo, Tanzània)
- Thomisus jocquei Dippenaar-Schoeman, 1988 (Malawi)
- Thomisus kalaharinus Lawrence, 1936 (Àfrica)
- Thomisus katrajghatus Tikader, 1963 (Índia)
- Thomisus keralae Biswas & Roy, 2005 (Índia)
- Thomisus kitamurai Nakatsudi, 1943 (Illes Ryukyu)
- Thomisus kiwuensis Strand, 1913 (Central Àfrica)
- Thomisus krishnae Reddy & Patel, 1992 (Índia)
- Thomisus labefactus Karsch, 1881 (Xina, Corea, Taiwan, Japó)
- Thomisus laglaizei Simon, 1877 (Myanmar, Filipines, Java, Sumatra)
- Thomisus lamperti Strand, 1907 (Madagascar)
- Thomisus leucaspis Simon, 1906 (Índia, Nova Caledònia)
- Thomisus litoris Strand, 1913 (Central Àfrica)
- Thomisus lobosus Tikader, 1965 (Índia)
- Thomisus ludhianaensis Kumari & Mittal, 1997 (Índia)
- Thomisus maTxadoi Comellini, 1959 (Angola, Illes Cap Verd, Sud-àfrica)
- Thomisus madagascariensis Comellini, 1957 (Madagascar)
  - Thomisus madagascariensis pallidus Comellini, 1957 (Madagascar)
- Thomisus manishae Gajbe, 2005 (Índia)
- Thomisus manjuae Gajbe, 2005 (Índia)
- Thomisus marginifrons Schenkel, 1963 (Xina)
- Thomisus meenae Gajbe, 2005 (Índia)
- Thomisus melanostethus Simon, 1909 (Vietnam)
- Thomisus mimae Sen & Basu, 1963 (Índia)
- Thomisus modestus Blackwall, 1870 (Itàlia)
- Thomisus natalensis Lawrence, 1942 (Àfrica Meridional)
- Thomisus nepenthiphilus Fage, 1930 (Sumatra)
- Thomisus nossibeensis Strand, 1907 (Madagascar)
- Thomisus obscuratus Caporiacco, 1947 (Àfrica Oriental)
- Thomisus obtusesetulosus Roewer, 1961 (Senegal)
- Thomisus ochraceus Walckenaer, 1842 (Algèria)
- Thomisus odiosus O. P.-Cambridge, 1898 (Mèxic)
- Thomisus okinawensis Strand, 1907 (Tailàndia fins a Illes Ryukyu, Filipines, Indonesia)
- Thomisus onustus Walckenaer, 1805 (Paleàrtic)
  - Thomisus onustus meridionalis Strand, 1907 (Àfrica del Nord)
- Thomisus oscitans Walckenaer, 1837 (EUA)
- Thomisus pateli Gajbe, 2004 (Índia)
- Thomisus pathaki Gajbe, 2004 (Índia)
- Thomisus penicillatus Simon, 1909 (Vietnam)
- Thomisus perspicillatus (Thorell, 1890) (Borneo, Sulawesi)
- Thomisus pooneus Tikader, 1965 (Índia)
- Thomisus pritiae Gajbe, 2005 (Índia)
- Thomisus projectus Tikader, 1960 (Índia)
- Thomisus pugilis Stoliczka, 1869 (Índia)
- Thomisus purpuratus Walckenaer, 1837 (EUA)
- Thomisus rajani Bhandari & Gajbe, 2001 (Índia)
- Thomisus retirugus Simon, 1909 (Vietnam)
- Thomisus rigoratus Simon, 1906 (Índia)
- Thomisus rishus Tikader, 1970 (Índia)
- Thomisus roeweri Comellini, 1957 (Tanzània)
- Thomisus schoutedeni Comellini, 1957 (Congo)
- Thomisus schultzei Simon, 1910 (Àfrica Meridional)
- Thomisus scrupeus (Simon, 1886) (Àfrica)
- Thomisus shillongensis Sen, 1963 (Índia)
- Thomisus shivajiensis Tikader, 1965 (Índia)
- Thomisus sikkimensis Tikader, 1962 (Índia)
- Thomisus simoni Gajbe, 2004 (Índia)
- Thomisus sorajaii Basu, 1963 (Índia)
- Thomisus spectabilis Doleschall, 1859 (Índia fins a Austràlia)
- Thomisus spiculosus Pocock, 1901 (Oest, Central, Àfrica Meridional)
- Thomisus stenningi Pocock, 1900 (Àfrica)
- Thomisus stigmatisatus Walckenaer, 1837 (EUA)
- Thomisus stoliczkai (Thorell, 1887) (Myanmar)
- Thomisus sundari Gajbe & Gajbe, 2001 (Índia)
- Thomisus swatowensis Strand, 1907 (Xina)
- Thomisus tetricus Simon, 1890 (Iemen)
- Thomisus transversus Fox, 1937 (Xina)
- Thomisus trigonus Giebel, 1869 (Alemanya)
- Thomisus tripunctatus Lucas, 1858 (Àfrica Occidental)
- Thomisus tuberculatus Dyal, 1935 (Pakistan)
- Thomisus turgidus Walckenaer, 1837 (EUA)
- Thomisus venulatus Walckenaer, 1842 (Algèria)
- Thomisus viveki Gajbe, 2004 (Índia)
- Thomisus vulnerabilis Mello-Leitão, 1929 (Myanmar)
- Thomisus whitakeri Gajbe, 2004 (Índia)
- Thomisus zhui Tang & Song, 1988 (Xina)
- Thomisus zuluanus Lawrence, 1942 (Sud-àfrica)
- Thomisus zyuzini Marusik & Logunov, 1990 (Saudi Arabia fins a l'Àsia central)

### Titidiops
Titidiops Mello-Leitão, 1929
- Titidiops melanosternus Mello-Leitão, 1929 (Brasil)

### Titidius
Titidius Simon, 1895
- Titidius albifrons Mello-Leitão, 1929 (Brasil)
- Titidius albiscriptus Mello-Leitão, 1941 (Brasil)
- Titidius brasiliensis Mello-Leitão, 1915 (Brasil)
- Titidius caninde Esmerio & Lise, 1996 (Brasil)
- Titidius curvilineatus Mello-Leitão, 1941 (Brasil)
- Titidius difficilis Mello-Leitão, 1929 (Brasil)
- Titidius dubitatus Soares & Soares, 1946 (Brasil)
- Titidius dubius Mello-Leitão, 1929 (Brasil)
- Titidius galbanatus (Keyserling, 1880) (Colòmbia, Brasil)
- Titidius gurupi Esmerio & Lise, 1996 (Brasil)
- Titidius haemorrhous Mello-Leitão, 1947 (Brasil)
- Titidius ignestii Caporiacco, 1947 (Guyana)
- Titidius longicaudatus Mello-Leitão, 1943 (Brasil)
- Titidius marmoratus Mello-Leitão, 1929 (Brasil)
- Titidius multifasciatus Mello-Leitão, 1929 (Brasil)
- Titidius pauper Mello-Leitão, 1947 (Brasil)
- Titidius quinquenotatus Mello-Leitão, 1929 (Bolívia, Brasil, Surinam)
- Titidius rubescens Caporiacco, 1947 (Veneçuela, Brasil, Guaiana, Surinam)
- Titidius rubrosignatus (Keyserling, 1880) (Brasil)
- Titidius uncatus Mello-Leitão, 1929 (Brasil)
- Titidius urucu Esmerio & Lise, 1996 (Brasil)

### Tmarus
Tmarus Simon, 1875
- Tmarus aberrans Mello-Leitão, 1944 (Brasil)
- Tmarus aculeatus Chickering, 1950 (Panamà)
- Tmarus Àfricanus Lessert, 1919 (Tanzània, Sud-àfrica)
- Tmarus albidus (L. Koch, 1876) (Queensland)
- Tmarus albifrons Piza, 1944 (Brasil)
- Tmarus albisterni Mello-Leitão, 1942 (Argentina)
- Tmarus albolineatus Keyserling, 1880 (Brasil)
- Tmarus alticola Mello-Leitão, 1929 (Brasil)
- Tmarus amazonicus Mello-Leitão, 1929 (Brasil)
- Tmarus ampullatus Soares, 1943 (Brasil)
- Tmarus angulatus (Walckenaer, 1837) (EUA, Canadà)
- Tmarus angulifer Simon, 1895 (Queensland)
- Tmarus aporus Soares & Camargo, 1948 (Brasil)
- Tmarus atypicus Mello-Leitão, 1929 (Brasil)
- Tmarus australis Mello-Leitão, 1941 (Argentina)
- Tmarus bedoti Lessert, 1928 (Congo)
- Tmarus berlandi Lessert, 1928 (Congo)
- Tmarus bifasciatus Mello-Leitão, 1929 (Perú, Brasil)
- Tmarus bifidipalpus Mello-Leitão, 1943 (Brasil)
- Tmarus biocellatus Mello-Leitão, 1929 (Brasil)
- Tmarus bisectus Piza, 1944 (Brasil)
- Tmarus borgmeyeri Mello-Leitão, 1929 (Brasil)
- Tmarus bucculentus Chickering, 1950 (Panamà)
- Tmarus caeruleus Keyserling, 1880 (Brasil)
- Tmarus cameliformis Millot, 1942 (Àfrica)
- Tmarus camellinus Mello-Leitão, 1929 (Brasil)
- Tmarus cancellatus Thorell, 1899 (Camerun, Bioko)
  - Tmarus cancellatus congoensis Comellini, 1955 (Congo)
- Tmarus candefactus Caporiacco, 1954 (Guaiana Francesa)
- Tmarus candidissimus Mello-Leitão, 1947 (Brasil)
- Tmarus caporiaccoi Comellini, 1955 (Congo)
- Tmarus caretta Mello-Leitão, 1929 (Brasil)
- Tmarus caxambuensis Mello-Leitão, 1929 (Brasil)
- Tmarus cinerascens (L. Koch, 1876) (Queensland)
- Tmarus cinereus Mello-Leitão, 1929 (Brasil, Guyana)
- Tmarus circinalis Song & Chai, 1990 (Xina)
- Tmarus clavimanus Mello-Leitão, 1929 (Brasil)
- Tmarus clavipes Keyserling, 1891 (Brasil)
- Tmarus cognatus Chickering, 1950 (Panamà)
- Tmarus comellinii Garcia-Neto, 1989 (Congo fins a Sud-àfrica)
- Tmarus contortus Chickering, 1950 (Panamà)
- Tmarus corruptus O. P.-Cambridge, 1892 (Mèxic, Panamà)
- Tmarus craneae Chickering, 1965 (Trinidad)
- Tmarus cretatus Chickering, 1965 (Panamà)
- Tmarus curvus Chickering, 1950 (Panamà)
- Tmarus decens O. P.-Cambridge, 1892 (Panamà)
- Tmarus decoloratus Keyserling, 1883 (Perú)
- Tmarus decorus Chickering, 1965 (Panamà)
- Tmarus dejectus (O. P.-Cambridge, 1885) (Índia)
- Tmarus digitatus Mello-Leitão, 1929 (Brasil)
- Tmarus digitiformis Yang, Zhu & Song, 2005 (Xina)
- Tmarus dostinikus Barrion & Litsinger, 1995 (Filipines)
- Tmarus ehecatltocatl Jiménez, 1992 (Mèxic)
- Tmarus elongatus Mello-Leitão, 1929 (Brasil)
- Tmarus eques Thorell, 1890 (Java)
- Tmarus espiritosantensis Soares & Soares, 1946 (Brasil)
- Tmarus estyliferus Mello-Leitão, 1929 (Brasil)
- Tmarus fallax Mello-Leitão, 1929 (Brasil, Guyana)
- Tmarus farri Chickering, 1965 (Jamaica)
- Tmarus fasciolatus Simon, 1906 (Índia)
- Tmarus femellus Caporiacco, 1941 (Etiòpia)
- Tmarus floridensis Keyserling, 1884 (EUA)
- Tmarus foliatus Lessert, 1928 (Àfrica, Illes Comoro)
- Tmarus formosus Mello-Leitão, 1917 (Brasil)
- Tmarus gajdosi Marusik & Logunov, 2002 (Mongòlia)
- Tmarus geayi Caporiacco, 1954 (Guaiana Francesa)
- Tmarus gongi Yin et al, 2004 (Xina)
- Tmarus grandis Mello-Leitão, 1929 (Brasil)
- Tmarus guineensis Millot, 1941 (Guinea fins a Sud-àfrica)
- Tmarus hazevensis Levy, 1973 (Israel)
- Tmarus hirsutus Mello-Leitão, 1929 (Brasil)
- Tmarus holmbergi Schiapelli & Gerschman, 1941 (Argentina)
- Tmarus homanni Chrysanthus, 1964 (Nova Guinea)
- Tmarus horvathi Kulczyn'ski, 1895 (Paleàrtic)
- Tmarus humphreyi Chickering, 1965 (Panamà)
- Tmarus hystrix Caporiacco, 1954 (Guaiana Francesa)
- Tmarus impedus Chickering, 1965 (Panamà)
- Tmarus incertus Keyserling, 1880 (Colòmbia)
- Tmarus incognitus Mello-Leitão, 1929 (Brasil)
- Tmarus ineptus O. P.-Cambridge, 1892 (Panamà)
- Tmarus infrasigillatus Mello-Leitão, 1947 (Brasil)
- Tmarus innotus Chickering, 1965 (Panamà)
- Tmarus innumus Chickering, 1965 (Panamà)
- Tmarus insuetus Chickering, 1965 (Trinidad)
- Tmarus intentus O. P.-Cambridge, 1892 (Guatemala, Panamà)
- Tmarus interritus Keyserling, 1880 (Panamà, Brasil)
- Tmarus jabalpurensis Gajbe & Gajbe, 1999 (Índia)
- Tmarus jelskii (Taczanowski, 1872) (Guaiana Francesa)
- Tmarus jocosus O. P.-Cambridge, 1898 (Costa Rica)
- Tmarus karolae Jézéquel, 1964 (Costa d'Ivori)
- Tmarus komi Ono, 1996 (Illes Ryukyu)
- Tmarus Coreanus Paik, 1973 (Xina, Corea)
- Tmarus kotigeharus Tikader, 1963 (Índia)
- Tmarus lanyu Zhang, Zhu & Tso, 2006 (Taiwan)
- Tmarus lapadui Jézéquel, 1964 (Costa d'Ivori)
- Tmarus latifrons Thorell, 1895 (Myanmar, Krakatoa)
- Tmarus lawrencei Comellini, 1955 (Congo)
- Tmarus levii Chickering, 1965 (Panamà)
- Tmarus lichenoides Mello-Leitão, 1929 (Brasil)
- Tmarus littoralis Keyserling, 1880 (Brasil)
- Tmarus locketi Millot, 1941 (Àfrica Central i Occidental)
  - Tmarus locketi djuguensis Comellini, 1955 (Congo)
- Tmarus longicaudatus Millot, 1941 (Àfrica Occidental, Saudi Arabia)
- Tmarus longipes Caporiacco, 1947 (Àfrica Oriental)
- Tmarus longqicus Song & Zhu, 1993 (Xina)
- Tmarus longus Chickering, 1965 (Panamà)
- Tmarus loriae Thorell, 1890 (Malàisia)
- Tmarus macilentus (L. Koch, 1876) (Queensland)
- Tmarus maculosus Keyserling, 1880 (Colòmbia)
- Tmarus makiharai Ono, 1988 (Japó)
- Tmarus malleti Lessert, 1919 (Àfrica Central i Oriental)
- Tmarus marmoreus (L. Koch, 1876) (Queensland)
- Tmarus menglae Song & Zhao, 1994 (Xina)
- Tmarus menotus Chickering, 1965 (Jamaica)
- Tmarus metropolitanus Mello-Leitão, 1929 (Brasil)
- Tmarus milloti Comellini, 1955 (Camerun, Congo)
- Tmarus minensis Mello-Leitão, 1929 (Brasil)
- Tmarus minutus Banks, 1904 (EUA)
- Tmarus misumenoides Mello-Leitão, 1927 (Brasil)
- Tmarus montericensis Keyserling, 1880 (Perú)
- Tmarus morosus Chickering, 1950 (Panamà)
- Tmarus mourei Mello-Leitão, 1947 (Brasil)
- Tmarus mundulus O. P.-Cambridge, 1892 (Panamà)
- Tmarus mutabilis Soares, 1944 (Brasil)
- Tmarus natalensis Lessert, 1925 (Sud-àfrica)
- Tmarus neocaledonicus Kritscher, 1966 (Nova Caledònia)
- Tmarus nigrescens Mello-Leitão, 1929 (Brasil)
- Tmarus nigridorsi Mello-Leitão, 1929 (Brasil)
- Tmarus nigristernus Caporiacco, 1947 (Uganda)
- Tmarus nigrofasciatus Mello-Leitão, 1929 (Brasil)
- Tmarus nigroviridis Mello-Leitão, 1929 (Brasil)
- Tmarus ningshaanensis Wang & Xi, 1998 (Xina)
- Tmarus obesus Mello-Leitão, 1929 (Brasil, Guaiana Francesa)
- Tmarus oblectator Logunov, 1992 (Rússia)
- Tmarus obsecus Chickering, 1965 (Panamà)
- Tmarus orientalis Schenkel, 1963 (Xina, Corea)
- Tmarus pallidus Mello-Leitão, 1929 (Brasil)
- Tmarus parallelus Mello-Leitão, 1943 (Brasil)
- Tmarus parki Chickering, 1950 (Panamà)
- Tmarus paulensis Piza, 1935 (Brasil)
- Tmarus pauper O. P.-Cambridge, 1892 (Panamà)
- Tmarus perditus Mello-Leitão, 1929 (Brasil)
- Tmarus peregrinus Chickering, 1950 (Panamà)
- Tmarus Perúvianus Berland, 1913 (Perú)
- Tmarus piger (Walckenaer, 1802) (Paleàrtic)
- Tmarus piochardi (Simon, 1866) (Mediterrani)
- Tmarus pizai Soares, 1941 (Brasil)
- Tmarus planetarius Simon, 1903 (Àfrica)
- Tmarus planifrons Mello-Leitão, 1943 (Brasil)
- Tmarus planquettei Jézéquel, 1966 (Costa d'Ivori)
- Tmarus pleuronotatus Mello-Leitão, 1941 (Brasil)
- Tmarus plurituberculatus Mello-Leitão, 1929 (Brasil)
- Tmarus polyandrus Mello-Leitão, 1929 (Brasil)
- Tmarus posticatus Simon, 1929 (Brasil)
- Tmarus primitivus Mello-Leitão, 1929 (Brasil)
- Tmarus probus Chickering, 1950 (Panamà)
- Tmarus productus Chickering, 1950 (Panamà)
- Tmarus prognathus Simon, 1929 (Brasil)
- Tmarus projectus (L. Koch, 1876) (Queensland)
- Tmarus protobius Chickering, 1965 (Panamà)
- Tmarus pugnax Mello-Leitão, 1929 (Brasil)
- Tmarus pulchripes Thorell, 1894 (Singapur)
- Tmarus punctatissimus (Simon, 1870) (Espanya)
- Tmarus punctatus (Nicolet, 1849) (Xile)
- Tmarus qinlingensis Song & Wang, 1994 (Xina)
- Tmarus rainbowi Mello-Leitão, 1929 (Sud d'Austràlia)
- Tmarus rarus Soares & Soares, 1946 (Brasil)
- Tmarus riccii Caporiacco, 1941 (Etiòpia)
- Tmarus rimosus Paik, 1973 (Rússia, Xina, Corea, Japó)
- Tmarus rubinus Chickering, 1965 (Panamà)
- Tmarus rubromaculatus Keyserling, 1880 (EUA)
- Tmarus salai Schick, 1965 (EUA)
- Tmarus schoutedeni Comellini, 1955 (Congo)
- Tmarus semiroseus Simon, 1909 (Vietnam)
- Tmarus separatus Banks, 1898 (Panamà)
- Tmarus serratus Yang, Zhu & Song, 2005 (Xina)
- Tmarus shimojanai Ono, 1997 (Illes Ryukyu)
- Tmarus sigillatus Chickering, 1950 (Panamà)
- Tmarus simoni Comellini, 1955 (Sierra Leone)
- Tmarus soricinus Simon, 1906 (Índia)
- Tmarus spinosus Comellini, 1955 (Congo)
- Tmarus staintoni (O. P.-Cambridge, 1873) (Espanya, França, Algèria)
- Tmarus stellio Simon, 1875 (Paleàrtic)
- Tmarus stolzmanni Keyserling, 1880 (Perú, Illes Galápagos)
- Tmarus striolatus Mello-Leitão, 1943 (Brasil)
- Tmarus studiosus O. P.-Cambridge, 1892 (Panamà)
- Tmarus taibaiensis Song & Wang, 1994 (Xina)
- Tmarus taishanensis Zhu & Wen, 1981 (Rússia, Xina)
- Tmarus taiwanus Ono, 1977 (Taiwan)
- Tmarus tamazolinus Jiménez, 1988 (Mèxic)
- Tmarus thorelli Comellini, 1955 (Congo)
- Tmarus tinctus Keyserling, 1880 (Perú)
- Tmarus tonkinus Simon, 1909 (Vietnam)
- Tmarus toschii Caporiacco, 1949 (Kenya)
- Tmarus trifidus Mello-Leitão, 1929 (Brasil)
- Tmarus trituberculatus Mello-Leitão, 1929 (Brasil)
- Tmarus truncatus (L. Koch, 1876) (Queensland)
- Tmarus tuberculitibiis Caporiacco, 1940 (Etiòpia)
- Tmarus unicus Gertsch, 1936 (EUA)
- Tmarus vachoni Millot, 1942 (Costa d'Ivori)
- Tmarus variabilis (L. Koch, 1876) (Queensland)
- Tmarus variatus Keyserling, 1891 (Brasil)
- Tmarus verrucosus Mello-Leitão, 1948 (Guyana)
- Tmarus vertumus Chickering, 1965 (Puerto Rico)
- Tmarus vexillifer (Butler, 1876) (Rodríguez)
- Tmarus villasboasi Mello-Leitão, 1949 (Brasil)
- Tmarus viridis Keyserling, 1880 (Perú, Brasil)
- Tmarus vitusus Chickering, 1965 (Panamà)
- Tmarus wiedenmeyeri Schenkel, 1953 (Veneçuela)
- Tmarus yaginumai Ono, 1977 (Japó)
- Tmarus yani Yin i cols., 2004 (Xina)
- Tmarus yerohamus Levy, 1973 (Israel)
- Tmarus yiminhensis Zhu & Wen, 1981 (Xina)

### Tobias
Tobias Simon, 1895
- Tobias albicans Mello-Leitão, 1929 (Brasil)
- Tobias albovittatus Caporiacco, 1954 (Guaiana Francesa)
- Tobias camelinus (O. P.-Cambridge, 1869) (Brasil)
- Tobias caudatus Mello-Leitão, 1929 (Brasil)
- Tobias cornutus (Taczanowski, 1872) (Brasil, Guaiana Francesa)
- Tobias corticatus Mello-Leitão, 1917 (Brasil)
- Tobias epicadoides Mello-Leitão, 1944 (Brasil)
- Tobias gradiens Mello-Leitão, 1929 (Brasil)
- Tobias inermis Mello-Leitão, 1929 (Perú, Brasil)
- Tobias martinezi Birabén, 1955 (Bolívia)
- Tobias monstrosus Simon, 1929 (Perú, Brasil)
- Tobias Paraguaiensis Mello-Leitão, 1929 (Brasil)
- Tobias pulcher Mello-Leitão, 1929 (Brasil)
- Tobias pustulosus Mello-Leitão, 1929 (Brasil)
- Tobias regius Birabén, 1955 (Bolívia)
- Tobias taczanowskii Roewer, 1951 (Hispaniola, Panamà fins a Perú, Bolívia)
- Tobias trituberculatus (Taczanowski, 1872) (Perú, Brasil, Guaiana Francesa)

### Trichopagis
Trichopagis Simon, 1886
- Trichopagis manicata Simon, 1886 (Gabon, Guinea, Sud-àfrica, Madagascar)

### Ulocymus
Ulocymus Simon, 1886
- Ulocymus gounellei Simon, 1886 (Brasil)
- Ulocymus intermedius Mello-Leitão, 1929 (Brasil)
- Ulocymus sulcatus Mello-Leitão, 1929 (Brasil)

### Uraarachne
Uraarachne Keyserling, 1880
- Uraarachne longa Keyserling, 1880 (Brasil)
- Uraarachne vittata (Caporiacco, 1954) (Guaiana Francesa)

### Wechselia
Wechselia Dahl, 1907
- Wechselia steinbachi Dahl, 1907 (Argentina)

### Xysticus
Xysticus C. L. Koch, 1835
- Xysticus abramovi Marusik & Logunov, 1995 (Tajikistan)
- Xysticus acerbus Thorell, 1872 (Europa fins a l'Àsia central)
  - Xysticus acerbus obscurior Kulczyn'ski, 1895 (Ucraïna)
- Xysticus acquiescens Emerton, 1919 (Holàrtic)
- Xysticus advectus O. P.-Cambridge, 1890 (Guatemala, Costa Rica)
- Xysticus adzharicus Mcheidze, 1971 (Geòrgia)
- Xysticus aethiopicus L. Koch, 1875 (Etiòpia)
- Xysticus albidus Grese, 1909 (Europa Septentrional, Rússia)
- Xysticus albolimbatus Hu, 2001 (Xina)
- Xysticus albomaculatus Kulczyn'ski, 1891 (Alemanya fins a Rússia)
- Xysticus alboniger Turnbull, Dondale & Redner, 1965 (EUA, Canadà)
- Xysticus aletaiensis Hu & Wu, 1989 (Xina)
- Xysticus alpicola Kulczyn'ski, 1882 (Txèquia, Eslovàquia, Poland, Ucraïna)
- Xysticus alpinistus Ono, 1978 (Nepal, Xina)
- Xysticus alsus Song & Wang, 1994 (Xina)
- Xysticus altaicus Simon, 1895 (Kazakhstan)
- Xysticus altitudinis Levy, 1976 (Israel)
- Xysticus ampullatus Turnbull, Dondale & Redner, 1965 (EUA, Canadà)
- Xysticus apachecus Gertsch, 1933 (EUA)
- Xysticus apalacheus Gertsch, 1953 (EUA)
- Xysticus apertus Banks, 1898 (Mèxic)
- Xysticus apricus L. Koch, 1876 (Itàlia)
- Xysticus aprilinus Bryant, 1930 (EUA)
- Xysticus arenarius Thorell, 1875 (Ucraïna)
- Xysticus arenicola Simon, 1875 (França)
- Xysticus argenteus Jézéquel, 1966 (Costa d'Ivori)
- Xysticus asper (Lucas, 1838) (Illes Canàries)
- Xysticus atevs Ovtsharenko, 1979 (Rússia)
- Xysticus atrimaculatus Bösenberg & Strand, 1906 (Xina, Corea, Japó)
- Xysticus auctificus Keyserling, 1880 (EUA, Canadà)
- Xysticus audax (Schrank, 1803) (Paleàrtic)
  - Xysticus audax massanicus Simon, 1932 (França)
- Xysticus audaxoides Zhang, Zhang & Song, 2004 (Xina)
- Xysticus austrosibiricus Logunov & Marusik, 1998 (Rússia, Mongòlia)
- Xysticus autumnalis L. Koch, 1875 (Nova Gal·les del Sud)
- Xysticus aztecus Gertsch, 1953 (Mèxic)
- Xysticus bacurianensis Mcheidze, 1971 (Turquia, Rússia, Geòrgia, Azerbaijan)
- Xysticus bakanas Marusik & Logunov, 1990 (Kazakhstan)
- Xysticus baltistanus (Caporiacco, 1935) (Rússia, Àsia central, Mongòlia, Xina)
- Xysticus banksi Bryant, 1933 (EUA)
- Xysticus barbatus Caporiacco, 1936 (Líbia)
- Xysticus benefactor Keyserling, 1880 (EUA, Canadà)
- Xysticus bengalensis Tikader & Biswas, 1974 (Índia)
- Xysticus beni Strand, 1913 (Central Àfrica)
- Xysticus berlandi Schenkel, 1963 (Xina)
- Xysticus bermani Marusik, 1994 (Rússia)
- Xysticus bharatae Gajbe & Gajbe, 1999 (Índia)
- Xysticus bicolor L. Koch, 1867 (Grècia)
- Xysticus bicuspis Keyserling, 1887 (EUA)
- Xysticus bifasciatus C. L. Koch, 1837 (Paleàrtic)
- Xysticus bilimbatus L. Koch, 1875 (Nova Gal·les del Sud)
- Xysticus bimaculatus L. Koch, 1867 (Queensland)
- Xysticus bliteus (Simon, 1875) (Mediterrani)
- Xysticus boesenbergi Charitonov, 1928 (Alemanya)
- Xysticus bolivari Gertsch, 1953 (Mèxic)
- Xysticus bonneti Denis, 1938 (Paleàrtic)
- Xysticus bradti Gertsch, 1953 (Mèxic)
- Xysticus breviceps O. P.-Cambridge, 1885 (Índia)
- Xysticus brevidentatus Wunderlich, 1995 (Itàlia, Albània, Croàcia, Yugoslavia)
- Xysticus britcheri Gertsch, 1934 (Rússia, Alaska, Canadà, EUA)
- Xysticus brunneitibiis Caporiacco, 1939 (Etiòpia)
- Xysticus bufo (Dufour, 1820) (Mediterrani)
- Xysticus californicus Keyserling, 1880 (EUA)
- Xysticus canadensis Gertsch, 1934 (Rússia, EUA, Canadà)
- Xysticus canariensis (Wunderlich, 1987) (Illes Canàries)
- Xysticus caperatoides Levy, 1976 (Israel)
- Xysticus caperatus Simon, 1875 (Mediterrani, Rússia)
- Xysticus caspicus Utochkin, 1968 (Rússia, Turkmenistan)
- Xysticus caucasius L. Koch, 1878 (Geòrgia)
- Xysticus chaparralis Schick, 1965 (EUA)
- Xysticus charitonowi Mcheidze, 1971 (Geòrgia)
- Xysticus chippewa Gertsch, 1953 (Holàrtic)
- Xysticus chui Ono, 1992 (Taiwan)
- Xysticus clavulus (Wunderlich, 1987) (Illes Canàries)
- Xysticus clercki (Audouin, 1826) (Egipte, Etiòpia)
- Xysticus cochise Gertsch, 1953 (EUA)
- Xysticus coloradensis Bryant, 1930 (EUA)
- Xysticus concinnus Kroneberg, 1875 (Àsia central)
- Xysticus concretus Utochkin, 1968 (Rússia, Xina, Corea, Japó)
- Xysticus concursus Gertsch, 1934 (EUA)
- Xysticus conflatus Song, Tang & Zhu, 1995 (Xina)
- Xysticus connectens Kulczyn'ski, 1901 (Xina)
- Xysticus cor Canestrini, 1873 (Europa Meridional, Açores)
- Xysticus corsicus Simon, 1875 (Còrsega)
- Xysticus cribratus Simon, 1885 (Mediterrani fins a la Xina, Sudan)
- Xysticus crispabilis Song & Gao, 1996 (Xina)
- Xysticus cristatus (Clerck, 1757) (Paleàrtic)
- Xysticus croceus Fox, 1937 (Índia, Nepal, Bhutan, Xina, Corea, Taiwan, Japó)
- Xysticus cunctator Thorell, 1877 (EUA, Canadà)
- Xysticus curtus Banks, 1898 (Mèxic)
- Xysticus daisetsuzanus Ono, 1988 (Japó)
- Xysticus davidi Schenkel, 1963 (Xina)
- Xysticus deichmanni Sørensen, 1898 (Canadà, Alaska, Groenlàndia)
- Xysticus demirsoyi Demir, Topçu & Türkes, 2006 (Turquia)
- Xysticus denisi Schenkel, 1963 (Xina)
- Xysticus desidiosus Simon, 1875 (Europa)
- Xysticus discursans Keyserling, 1880 (Amèrica del Nord)
- Xysticus diversus (Blackwall, 1870) (Sicília)
- Xysticus dolpoensis Ono, 1978 (Nepal, Xina)
- Xysticus doriai (Dalmas, 1922) (Itàlia)
- Xysticus durus (Sørensen, 1898) (EUA, Canadà, Groenlàndia)
- Xysticus dzhungaricus Tyschchenko, 1965 (Rússia, Àsia central fins a la Xina)
- Xysticus edax (O. P.-Cambridge, 1872) (Israel)
- Xysticus egenus Simon, 1886 (Àfrica Occidental)
- Xysticus elegans Keyserling, 1880 (EUA, Canadà, Alaska)
- Xysticus elephantus Ono, 1978 (Nepal, Xina)
- Xysticus ellipticus Turnbull, Dondale & Redner, 1965 (EUA, Canadà)
- Xysticus embriki Kolosváry, 1935 (Àustria fins a Kazakhstan)
- Xysticus emertoni Keyserling, 1880 (EUA, Canadà, Alaska, Eslovàquia fins a la Xina)
- Xysticus ephippiatus Simon, 1880 (Rússia, Àsia central, Mongòlia, Xina, Corea, Japó)
- Xysticus erraticus (Blackwall, 1834) (Europa, Rússia)
- Xysticus excavatus Schenkel, 1963 (Xina)
- Xysticus facetus O. P.-Cambridge, 1896 (Mèxic fins al Salvador)
- Xysticus fagei Lessert, 1919 (Àfrica Oriental)
- Xysticus fagei Schenkel, 1963 (Xina)
- Xysticus federalis Gertsch, 1953 (Mèxic)
- Xysticus ferox (Hentz, 1847) (EUA, Canadà)
- Xysticus ferrugineus Menge, 1876 (Paleàrtic)
- Xysticus ferruginoides Schenkel, 1963 (Rússia, Mongòlia)
- Xysticus ferus O. P.-Cambridge, 1876 (Xipre, Egipte, Israel)
- Xysticus fervidus Gertsch, 1953 (EUA, Canadà)
- Xysticus fienae (Jocqué, 1993) (Espanya)
- Xysticus flavitarsis Simon, 1877 (Congo)
- Xysticus flavovittatus Keyserling, 1880 (EUA)
- Xysticus floridanus Banks, 1896 (EUA)
- Xysticus fraternus Banks, 1895 (EUA, Canadà)
- Xysticus fuerteventurensis (Wunderlich, 1992) (Illes Canàries)
- Xysticus funestus Keyserling, 1880 (Amèrica del Nord)
- Xysticus furtivus Gertsch, 1936 (EUA)
- Xysticus gallicus Simon, 1875 (Paleàrtic)
  - Xysticus gallicus batumiensis Mcheidze & Utochkin, 1971 (Geòrgia)
- Xysticus gattefossei Denis, 1956 (Marroc)
- Xysticus geometres L. Koch, 1874 (Queensland)
- Xysticus gertschi Schick, 1965 (Amèrica del Nord)
- Xysticus ghigii Caporiacco, 1938 (Mèxic)
- Xysticus gobiensis Marusik & Logunov, 2002 (Rússia, Mongòlia, Xina)
- Xysticus gortanii Caporiacco, 1922 (Itàlia)
- Xysticus gosiutus Gertsch, 1932 (EUA, Canadà)
- Xysticus gracilis Keyserling, 1880 (Colòmbia)
- Xysticus graecus C. L. Koch, 1837 (Mediterrani Oriental, Rússia)
- Xysticus grallator Simon, 1932 (Espanya, Còrsega)
- Xysticus grohi (Wunderlich, 1992) (Madeira)
- Xysticus guizhou Song & Zhu, 1997 (Xina)
- Xysticus gulosus Keyserling, 1880 (Amèrica del Nord)
- Xysticus gymnocephalus Strand, 1915 (Turquia, Lebanon, Israel)
- Xysticus hainanus Song, 1994 (Xina)
- Xysticus havilandi Lawrence, 1942 (Sud-àfrica)
- Xysticus hedini Schenkel, 1936 (Rússia, Mongòlia, Xina, Corea, Japó)
- Xysticus helophilus Simon, 1890 (Iemen)
- Xysticus hepaticus Simon, 1903 (Madagascar)
- Xysticus himalayaensis Tikader & Biswas, 1974 (Índia)
- Xysticus hindusthanicus Basu, 1965 (Índia)
- Xysticus hotingchiehi Schenkel, 1963 (Xina)
- Xysticus hui Platnick, 1993 (Xina)
- Xysticus humilis Redner & Dondale, 1965 (EUA)
- Xysticus ibex Simon, 1875 (França, Espanya)
  - Xysticus ibex dalmasi Simon, 1932 (França)
- Xysticus ictericus L. Koch, 1874 (Fiji)
- Xysticus idolothytus Logunov, 1995 (Kazakhstan, Mongòlia)
- Xysticus illaudatus Logunov, 1995 (Rússia)
- Xysticus imitarius Gertsch, 1953 (EUA)
- Xysticus indiligens (Walckenaer, 1837) (EUA)
- Xysticus insulicola Bösenberg & Strand, 1906 (Xina, Corea, Japó)
- Xysticus iviei Schick, 1965 (EUA)
  - Xysticus iviei sierrensis Schick, 1965 (EUA)
- Xysticus jabalpurensis Gajbe & Gajbe, 1999 (Índia)
- Xysticus jaharai Basu, 1979 (Índia)
- Xysticus japenus Roewer, 1938 (Indonesia)
- Xysticus jiangi Peng, Yin & Kim, 2000 (Xina)
- Xysticus jinlin Song & Zhu, 1995 (Xina)
- Xysticus joyantius Tikader, 1966 (Índia)
- Xysticus jugalis L. Koch, 1875 (Etiòpia)
  - Xysticus jugalis larvatus Caporiacco, 1949 (Kenya)
- Xysticus kalandadzei Mcheidze & Utochkin, 1971 (Geòrgia)
- Xysticus kali Tikader & Biswas, 1974 (Índia)
- Xysticus kamakhyai Tikader, 1962 (Índia)
- Xysticus kansuensis Tang, Song & Zhu, 1995 (Xina)
- Xysticus kashidi Tikader, 1963 (Índia)
- Xysticus kaznakovi Utochkin, 1968 (Àsia central)
- Xysticus kempeleni Thorell, 1872 (Europa fins a l'Àsia central)
  - Xysticus kempeleni nigriceps Simon, 1932 (França)
- Xysticus keyserlingi Bryant, 1930 (EUA, Canadà)
- Xysticus khasiensis Tikader, 1980 (Índia)
- Xysticus kochi Thorell, 1872 (Europa, Mediterrani fins a l'Àsia central)
  - Xysticus kochi abchasicus Mcheidze & Utochkin, 1971 (Geòrgia)
- Xysticus Krakatoaensis Bristowe, 1931 (Krakatoa)
- Xysticus kulczynskii Wierzbicki, 1902 (Azerbaijan, Iran)
- Xysticus kurilensis Strand, 1907 (Rússia, Xina, Corea, Japó)
- Xysticus kuzgi Marusik & Logunov, 1990 (Àsia central)
- Xysticus labradorensis Keyserling, 1887 (Holàrtic)
- Xysticus laetus Thorell, 1875 (Ucraïna)
- Xysticus lalandei (Audouin, 1826) (Egipte, Israel)
- Xysticus lanio C. L. Koch, 1835 (Paleàrtic)
  - Xysticus lanio alpinus Kulczyn'ski, 1887 (Àustria)
- Xysticus lanzarotensis (Wunderlich, 1992) (Illes Canàries)
- Xysticus lapidarius Utochkin, 1968 (Àsia central)
- Xysticus lassanus Chamberlin, 1925 (EUA, Mèxic)
- Xysticus laticeps Bryant, 1933 (EUA, Cuba)
- Xysticus latitabundus Logunov, 1995 (Rússia)
- Xysticus lendli Kulczyn'ski, 1897 (Hongria)
- Xysticus lepnevae Utochkin, 1968 (Rússia, Sakhalin)
- Xysticus lindbergi Roewer, 1962 (Afganistan)
- Xysticus lineatus (Oestring, 1851) (Paleàrtic)
- Xysticus locuples Keyserling, 1880 (EUA, Canadà)
- Xysticus loeffleri Roewer, 1955 (Àsia central)
- Xysticus logunovi Seyfulina & Mikhailov, 2004 (Rússia)
- Xysticus logunovi Ono & Martens, 2005 (Iran)
- Xysticus lucifugus Lawrence, 1937 (Sud-àfrica)
- Xysticus luctans (C. L. Koch, 1845) (EUA, Canadà)
- Xysticus luctator L. Koch, 1870 (Paleàrtic)
- Xysticus luctuosus (Blackwall, 1836) (Holàrtic)
- Xysticus lutzi Gertsch, 1935 (EUA, Mèxic)
- Xysticus macedonicus Silhavy, 1944 (Alemanya, Suïssa, Àustria, Macedònia, Turquia)
- Xysticus maculatipes Roewer, 1962 (Afganistan)
- Xysticus maculiger Roewer, 1951 (Yarkand)
- Xysticus madeirensis (Wunderlich, 1992) (Madeira)
- Xysticus manas Song & Zhu, 1995 (Xina)
- Xysticus marmoratus Thorell, 1875 (Hongria, Eslovàquia, Bulgària, Rússia, Ucraïna)
- Xysticus martensi Ono, 1978 (Nepal)
- Xysticus marusiki Ono & Martens, 2005 (Iran)
- Xysticus minor Charitonov, 1946 (Àsia central)
- Xysticus minutus Tikader, 1960 (Índia)
- Xysticus mongolicus Schenkel, 1963 (Kazakhstan, Mongòlia, Xina)
- Xysticus montanensis Keyserling, 1887 (EUA, Canadà, Alaska)
- Xysticus mugur Marusik, 1990 (Rússia)
- Xysticus mulleri Lawrence, 1952 (Sud-àfrica)
- Xysticus multiaculeatus Caporiacco, 1940 (Etiòpia)
- Xysticus mundulus O. P.-Cambridge, 1885 (Yarkand)
- Xysticus namaquensis Simon, 1910 (Sud-àfrica)
- Xysticus natalensis Lawrence, 1938 (Sud-àfrica)
- Xysticus nataliae Utochkin, 1968 (Rússia)
- Xysticus nebulo Simon, 1909 (Vietnam)
- Xysticus nenilini Marusik, 1989 (Rússia, Mongòlia)
- Xysticus nepalhimalaicus Ono, 1978 (Nepal)
- Xysticus nevadensis (Keyserling, 1880) (EUA)
- Xysticus nigriceps Berland, 1922 (Àfrica Oriental)
- Xysticus nigromaculatus Keyserling, 1884 (EUA, Canadà)
- Xysticus nigropunctatus L. Koch, 1867 (Queensland)
- Xysticus nigrotrivittatus (Simon, 1870) (Portugal, Espanya)
- Xysticus ninnii Thorell, 1872 (Paleàrtic)
  - Xysticus ninnii fusciventris Crome, 1965 (Europa Oriental fins a Mongòlia)
- Xysticus nitidus Hu, 2001 (Xina)
- Xysticus nubilus Simon, 1875 (Mediterrani, Açores, Macronesia)
- Xysticus nyingchiensis Song & Zhu, 1995 (Xina)
- Xysticus obesus Thorell, 1875 (Rússia, Ucraïna)
- Xysticus obscurus Collett, 1877 (Holàrtic)
- Xysticus ocala Gertsch, 1953 (EUA)
- Xysticus ontariensis Emerton, 1919 (Canadà)
- Xysticus orizaba Banks, 1898 (Mèxic)
- Xysticus ovadan Marusik & Logunov, 1995 (Turkmenistan)
- Xysticus ovatus Simon, 1876 (França)
- Xysticus ovcharenkoi Marusik & Logunov, 1990 (Àsia central)
- Xysticus paiutus Gertsch, 1933 (EUA, Mèxic)
- Xysticus palawanicus Barrion & Litsinger, 1995 (Filipines)
- Xysticus palpimirabilis Marusik & Chevrizov, 1990 (Kirguizstan)
- Xysticus paniscus L. Koch, 1875 (Alemanya)
- Xysticus parallelus Simon, 1873 (Còrsega, Sardenya)
- Xysticus parapunctatus Song & Zhu, 1995 (Xina)
- Xysticus pearcei Schick, 1965 (EUA)
- Xysticus peccans O. P.-Cambridge, 1876 (Egipte)
- Xysticus pellax O. P.-Cambridge, 1894 (Amèrica del Nord)
- Xysticus peninsulanus Gertsch, 1934 (EUA)
- Xysticus pentagonius Seyfulina & Mikhailov, 2004 (Rússia)
- Xysticus periscelis Simon, 1908 (Oest d'Austràlia)
- Xysticus pieperi Ono & Martens, 2005 (Iran)
- Xysticus pigrides Mello-Leitão, 1929 (Illes Cap Verd)
- Xysticus pinocorticalis (Wunderlich, 1992) (Illes Canàries)
- Xysticus posti Sauer, 1968 (EUA)
- Xysticus potamon Ono, 1978 (Nepal)
- Xysticus pretiosus Gertsch, 1934 (EUA, Canadà)
- Xysticus promiscuus O. P.-Cambridge, 1876 (Egipte, Israel)
- Xysticus pseudobliteus (Simon, 1880) (Rússia, Kazakhstan, Mongòlia, Xina, Corea)
- Xysticus pseudocristatus Azarkina & Logunov, 2001 (Àsia central fins a la Xina)
- Xysticus pseudolanio Wunderlich, 1995 (Turquia)
- Xysticus pseudoluctuosus Marusik & Logunov, 1995 (Tajikistan)
- Xysticus pseudorectilineus (Wunderlich, 1995) (Turquia)
- Xysticus pulcherrimus Keyserling, 1880 (Colòmbia)
- Xysticus punctatus Keyserling, 1880 (EUA, Canadà)
- Xysticus pygmaeus Tyschchenko, 1965 (Kazakhstan)
- Xysticus pynurus Tikader, 1968 (Índia)
- Xysticus quadratus Tang & Song, 1988 (Xina)
- Xysticus quadrispinus Caporiacco, 1933 (Líbia)
  - Xysticus quadrispinus concolor Caporiacco, 1933 (Líbia)
- Xysticus quagga Jocqué, 1977 (Marroc)
- Xysticus rainbowi Strand, 1901 (Nova Guinea)
- Xysticus rectilineus (O. P.-Cambridge, 1872) (Síria, Lebanon, Israel)
- Xysticus robinsoni Gertsch, 1953 (EUA, Mèxic)
- Xysticus robustus (Hahn, 1832) (Europa fins a l'Àsia central)
  - Xysticus robustus strandianus Ermolajev, 1937 (Rússia)
- Xysticus rockefelleri Gertsch, 1953 (Mèxic)
- Xysticus roonwali Tikader, 1964 (Índia, Nepal)
- Xysticus rostratus Ono, 1988 (Rússia, Japó)
- Xysticus rugosus Buckle & Redner, 1964 (Rússia, Canadà, EUA)
- Xysticus ryukyuensis Ono, 2002 (Illes Ryukyu)
- Xysticus sabulosus (Hahn, 1832) (Paleàrtic)
  - Xysticus sabulosus occidentalis Kulczyn'ski, 1916 (Rússia)
- Xysticus saganus Bösenberg & Strand, 1906 (Rússia, Xina, Corea, Japó)
- Xysticus sagittifer Lawrence, 1927 (Namíbia)
- Xysticus sardiniensis (Wunderlich, 1995) (Sardenya)
- Xysticus schoutedeni Lessert, 1943 (Congo)
- Xysticus secedens L. Koch, 1876 (Àustria, Balcans)
- Xysticus semicarinatus Simon, 1932 (França, Espanya, Portugal)
- Xysticus seserlig Logunov & Marusik, 1994 (Rússia, Mongòlia)
- Xysticus setiger O. P.-Cambridge, 1885 (Pakistan, Índia)
- Xysticus sharlaa Marusik & Logunov, 2002 (Rússia)
- Xysticus shillongensis Tikader, 1962 (Índia)
- Xysticus shyamrupus Tikader, 1966 (Índia)
- Xysticus sibiricus Kulczyn'ski, 1908 (Rússia)
- Xysticus siciliensis Wunderlich, 1995 (Sicília)
- Xysticus sicus Fox, 1937 (Rússia, Xina, Corea)
- Xysticus sikkimus Tikader, 1970 (Índia, Xina)
- Xysticus silvestrii Simon, 1905 (Argentina)
- Xysticus simonstownensis Strand, 1909 (Sud-àfrica)
- Xysticus simplicipalpatus Ono, 1978 (Nepal, Bhutan)
- Xysticus sinaiticus Levy, 1999 (Egipte)
- Xysticus sjostedti Schenkel, 1936 (Rússia, Mongòlia)
- Xysticus slovacus Svaton, Pekár & Prídavka, 2000 (Eslovàquia, Rússia)
- Xysticus soderbomi Schenkel, 1936 (Mongòlia)
- Xysticus soldatovi Utochkin, 1968 (Rússia, Xina)
- Xysticus spasskyi Utochkin, 1968 (Rússia)
- Xysticus sphericus (Walckenaer, 1837) (EUA)
- Xysticus spiethi Gertsch, 1953 (Mèxic)
- Xysticus squalidus Simon, 1883 (Illes Canàries, Madeira)
- Xysticus strandi Kolosváry, 1934 (Hongria)
- Xysticus striatipes L. Koch, 1870 (Paleàrtic)
- Xysticus subjugalis Strand, 1906 (Etiòpia)
  - Xysticus subjugalis nigerrimus Caporiacco, 1941 (Etiòpia)
- Xysticus tampa Gertsch, 1953 (EUA)
- Xysticus tarcos L. Koch, 1875 (Etiòpia)
- Xysticus taukumkurt Marusik & Logunov, 1990 (Kazakhstan)
- Xysticus tenebrosus Silhavy, 1944 (Est Mediterrani)
  - Xysticus tenebrosus ohridensis Silhavy, 1944 (Macedònia)
- Xysticus texanus Banks, 1904 (EUA, Mèxic)
- Xysticus thessalicoides Wunderlich, 1995 (Grècia, Creta, Turquia)
- Xysticus thessalicus Simon, 1916 (Balcans, Grècia, Turquia, Israel)
- Xysticus tikaderi Bhandari & Gajbe, 2001 (Índia)
- Xysticus toltecus Gertsch, 1953 (Mèxic)
- Xysticus torsivoides Song & Zhu, 1995 (Xina)
- Xysticus torsivus Tang & Song, 1988 (Xina)
- Xysticus tortuosus Simon, 1932 (Portugal fins a Àustria, Marroc, Algèria)
- Xysticus transversomaculatus Bösenberg & Strand, 1906 (Japó)
- Xysticus triangulosus Emerton, 1894 (EUA, Canadà, Alaska)
- Xysticus triguttatus Keyserling, 1880 (EUA, Canadà)
- Xysticus tristrami (O. P.-Cambridge, 1872) (Saudi Arabia fins a l'Àsia central)
- Xysticus trizonatus Ono, 1988 (Japó)
- Xysticus tsanghoensis Hu, 2001 (Xina)
- Xysticus tugelanus Lawrence, 1942 (Sud-àfrica)
- Xysticus turkmenicus Marusik & Logunov, 1995 (Àsia central)
- Xysticus turlan Marusik & Logunov, 1990 (Àsia central)
- Xysticus tyshchenkoi Marusik & Logunov, 1995 (Àsia central)
- Xysticus ukrainicus Utochkin, 1968 (Rússia, Geòrgia)
- Xysticus ulkan Marusik & Logunov, 1990 (Kirguizstan)
- Xysticus ulmi (Hahn, 1831) (Paleàrtic)
- Xysticus urbensis Lawrence, 1952 (Sud-àfrica)
- Xysticus urgumchak Marusik & Logunov, 1990 (Àsia central)
- Xysticus vachoni Schenkel, 1963 (Rússia, Kazakhstan, Mongòlia, Japó)
- Xysticus variabilis Keyserling, 1880 (EUA)
- Xysticus verecundus Gertsch, 1934 (Mèxic)
- Xysticus verneaui Simon, 1883 (Illes Canàries, Madeira)
- Xysticus viduus Kulczyn'ski, 1898 (Paleàrtic)
- Xysticus viveki Gajbe, 2005 (Índia)
- Xysticus wagneri Gertsch, 1953 (Mèxic)
- Xysticus walesianus Karsch, 1878 (Nova Gal·les del Sud)
- Xysticus winnipegensis Turnbull, Dondale & Redner, 1965 (Canadà)
- Xysticus wuae Song & Zhu, 1995 (Xina)
- Xysticus wunderlichi Logunov, Marusik & Trilikauskas, 2001 (Rússia)
- Xysticus xerodermus Strand, 1913 (Turquia, Israel)
- Xysticus xiningensis Hu, 2001 (Xina)
- Xysticus xizangensis Tang & Song, 1988 (Xina)
- Xysticus xysticiformis (Caporiacco, 1935) (Àsia central, Xina)
- Xysticus yogeshi Gajbe, 2005 (Índia)
- Xysticus zonshteini Marusik, 1989 (Kirguizstan, Tajikistan)

### Zametopias
Zametopias Thorell, 1892
- Zametopias speculator Thorell, 1892 (Sumatra)
- Zametopias trimeni Simon, 1895 (Sud-àfrica)

### Zametopina
Zametopina Simon, 1909
- Zametopina calceata Simon, 1909 (Vietnam)

### Zygometis
Zygometis Simon, 1901
- Zygometis lactea (L. Koch, 1876) (Tailàndia fins a Austràlia, Norfolk)